# Cylindromyia hirtipleura
Cylindromyia hirtipleura är en tvåvingeart som beskrevs av Malloch 1931. Cylindromyia hirtipleura ingår i släktet Cylindromyia och familjen parasitflugor. Inga underarter finns listade i Catalogue of Life.